# Buenos Aires, Apaseo el Alto
Buenos Aires är en ort i Mexiko.   Den ligger i kommunen Apaseo el Alto och delstaten Guanajuato, i den centrala delen av landet, 180 km nordväst om huvudstaden Mexico City. Buenos Aires ligger 2 042 meter över havet och antalet invånare är 148.
Terrängen runt Buenos Aires är platt åt sydost, men åt nordväst är den kuperad. Runt Buenos Aires är det ganska tätbefolkat, med 207 invånare per kvadratkilometer. Närmaste större samhälle är Apaseo el Alto, 13,0 km norr om Buenos Aires. I omgivningarna runt Buenos Aires växer huvudsakligen savannskog.